# L'Io e l'Es
L'Io e l'Es è un saggio del 1923 scritto dal padre della psicoanalisi Sigmund Freud.

## Sintesi
In questo saggio Freud tenta di definire un modello strutturale del funzionamento psichico umano. Il presupposto che governa tale modello è la distinzione dello psichico, fondamentale in psicoanalisi, "in ciò che è cosciente e ciò che è inconscio" (p. 476). L'inconscio però ha due specie: "il latente che è tuttavia capace di diventare cosciente e il rimosso che in quanto tale e di per sé non è capace di divenire cosciente… diciamo preconscio ciò che è latente, e cioè inconscio solo dal punto di vista descrittivo e non in senso dinamico; riserviamo invece a ciò che è rimosso e dinamicamente inconscio la denominazione di inconscio. Abbiamo in tal modo tre termini: cosciente (c), preconscio (prec) e inconscio in senso non meramente descrittivo (inc)" (pp. 477 - 478). Questa organizzazione topica della mente, che Freud ha già illustrato in precedenza, non è ritenuta però più adeguata allo sviluppo del pensiero psicoanalitico. Freud infatti ha scoperto che anche l'Io, solitamente identificato con la coscienza, o almeno una sua porzione "può essere, e anzi indubitabilmente è inc" (p. 481). Da ciò discende che l'inconscio non è una regione della mente, bensì una qualità di alcuni processi psichici, e che "la proprietà dell'essere o no cosciente rappresenta l'unico faro nella tenebra della psicologia del profondo" (p. 481). È evidente che ciò rende necessario sormontare il modello preesistente, fondato sulla distinzione tra c, prec e inc, e addivenire ad un altro che definisca il carattere conscio o inconscio delle funzioni psichiche.
L'io rappresenta l'interfaccia tra mondo esterno e mondo interno. Ma, per quanto si debba ammettere che l'Io funzioni anche a livello inconscio, è chiaro che esso non lo esaurisce. Qual è dunque la realtà primaria dell'inconscio, quella dalla quale, interagendo con il mondo esterno, si origina e si differenzia l'Io? Al riguardo Freud si riconduce alla nozione di Es definita da Georg Groddeck sulla scia di Nietzsche ("che usa correntemente questa espressione grammaticale per indicare quanto nel nostro essere vi è di impersonale e, per così dire, di naturalisticamente necessario" p. 486) e scrive: "Un individuo è per noi un Es psichico, ignoto e inconscio, sul quale poggia nello strato superiore l'Io, sviluppatosi dal sistema P come da un nucleo… L'Io non è nettamente separato dall'Es, ma sconfina verso il basso fino a confluire con esso" (pp. 486 -487).
Il rapporto tra l'Io e l'Es è un rapporto dinamico: "l'Io si sforza di far valere l'influenza del mondo esterno sull'Es e sulle sue intenzioni tentando di sostituire il principio di realtà al principio del piacere, che nell'Es esercita un dominio incontrastato" (p. 488). Si pone a questo punto un problema ovvio. Se l'io riconosce la sua matrice nell'Es, in nome di che tenta di civilizzare l'Es? Per effetto delle influenze esterne, sostiene Freud. Si tratta evidentemente delle influenze esercitate dall'ambiente sociale e culturale. Ma come esse riescono ad incidere sull'Io? Interviene a questo punto la focalizzazione di una nuova funzione, che in precedenza (Introduzione al narcisismo, Psicologia delle masse e analisi dell'Io) è già stata adombrata: il Super-io. L'esistenza di questa funzione è imposta dall'esperienza terapeutica: "Apprendiamo dalle nostre analisi che vi sono persone nelle quali l'autocritica e la coscienza morale - e cioè prestazioni della psiche alle quali viene attribuito un valore grandissimo - sono inconsce, e producono proprio in quanto tali i loro effetti più rilevanti… La nuova esperienza, che ci costringe - a dispetto della nostra migliore consapevolezza critica - a parlare di un "senso di colpa inconscio", è molto più imbarazzante e ci propone un nuovo enigma, specialmente se ci finiamo col renderci conto che un tale senso di colpa inconscio svolge in un gran numero di nevrosi una funzione decisiva da un punto di vista economico, opponendo i più potenti ostacoli sul cammino della guarigione" (pp. 489 - 490).
L'enigma si risolverebbe facilmente se si ammettesse l'esistenza di un bisogno di socialità intrinseco alla natura umana. Ma Freud questo non può ammetterlo, tanto più dopo che ha introdotto il concetto della pulsione di morte. Egli dunque deve paradossalmente ricavare la genesi del Super-Io, suprema istanza morale all'interno della personalità che determina i sensi di colpa inconsci, da una "colpa", l'Edipo, che introduce nella relazione con il Padre, originariamente fondata sull'identificazione, un elemento di conflitto grave conseguente al desiderio che il bambino ha di avere la madre tutta per sé: "Il Super-io conserverà il carattere del padre, e quanto più è stato forte il complesso edipico, quanto più rapidamente (sotto l'influenza dell'autorità, dell'insegnamento religioso, dell'istruzione, della lettura) si è compiuta la sua rimozione, tanto più severo si farà in seguito il Super-Io nell'esercitare il suo dominio sull'Io sotto forma di coscienza morale, o forse di inconscio senso di colpa" (p 497).
In questa ottica, dunque, il Super-Io (che Freud definisce anche come Ideale dell'Io) rappresenta null'altro che il padre interiorizzato che, in quanto rappresentante, in nome dei suoi diritti, della legge che vieta l'incesto, si è posto come ostacolo nei confronti del desiderio edipico e ne ha prodotto la rimozione. L'interiorizzazione della legge non dipende però solo dalla paura dell'autorità paterna (o in senso lato genitoriale), bensì anche dall'intensità della pulsione che essa deve piegare al principio di realtà. La severità del Super-Io è dunque un indice diretto di quell'intensità. Ciò spiega due frasi che, altrimenti, potrebbero suonare come sibilline: "Mentre l'io è essenzialmente il rappresentante del mondo esterno, il Super-Io gli si erge contro come avvocato del mondo interiore, dell'Es. I conflitti tra l'io e l'ideale… rispecchieranno, in ultima analisi, il contrasto tra reale e psichico, fra mondo esterno e mondo interno" (p. 498); "Le vicende che caratterizzano la genesi del Super-Io ci permettono di comprendere come gli antichi conflitti dell'Io con gli investimenti oggettuali dell'Es possano continuarsi nei conflitti con il Super-io che di tali investimenti è l'erede" (p. 501).
Con ciò Freud ritiene di avere risolto i problemi inerenti alla coscienza morale in maniera più brillante dei filosofi che, di solito, fanno appello alla spiritualità dell'uomo: "L'ideale dell'io, per le vicende che hanno condotto alla sua formazione, si riallaccia sotto molteplici aspetti alle acquisizioni filogenetiche, e cioè all'eredità arcaica dell'individuo singolo. Ciò che ha appartenuto alla dimensione più profonda della vita psichica individuale, si trasforma, mediante la formazione dell'ideale, in quelli che noi riteniamo i valori più alti dello spirito umano" (p. 499).
Su questa base non è sorprendente che, nel quarto capitolo, Freud riproponga la teoria delle pulsioni - che comporta un'opposizione radicale tra le pulsioni sessuali e la pulsione di morte - come una teoria ormai ampiamente provata e fuori discussione, e si ponga il problema di "scoprire relazioni significative fra le strutture da noi ipotizzate di un Io, un Super-Io e un Es da un lato, e le due specie di pulsioni dall'altro" (p. 504). In realtà, egli non dà alcuna risposta a questo problema. Si limita a rilevare che nell'apparato psichico esiste "un'energia spostabile, di per sé indifferenziata, suscettibile di associarsi a un impulso qualitativamente differenziato di natura erotica o distruttiva, accrescendone l'investimento globale" (p. 506), e che questa energia non sia che Eros desessualizzato.
Il problema dei rapporti tra le strutture identificate si ripropone nel capitolo successivo. Tali rapporti vedono costantemente l'Io in una situazione resa difficoltosa da "un triplice servaggio, e che quindi pena sotto le minacce di un triplice pericolo: il pericolo che incombe dal mondo esterno, dalla libido dell'Es e dal rigore del Super-Io" (p. 517). Questo triplice pericolo è evidenziato dall'angoscia, la cui forma più grave "si svolge tra l'Io e il Super-Io" (p. 519).